# 雲南白藥集團
云南白药集团股份有限公司是中国大陸一家中醫医药研发和制造、批发和零售企業。公司旗下產品有云南白药系列天然藥物。公司歷史可以追溯到1971年成立的云南白药厂。1993年，公司在深圳交易所挂牌上市。1996年，公司改組為云南白药集团。2002年，雲南白藥成為中國馳名商標。
2018年，云南白药集团启动混后所有制改革，首先由白药集团的控股股东云南白药控股引入福建前首富、新华都董事长陈发树控制的新华都集团以及江苏鱼跃医疗，新华都与云南国资委分别持有白药控股45%股权，并列第一大股东，公司无实际控制人。2018年7月，白药控股发布公告，选举陈发树为公司法定代表人、董事长。
2019年1月，云南白药集团反向收购白药控股，实现整体上市。完成后云南国资委、新华都分别持有白药集团25.14%股份。
2024年8月，云南白药集团股东云南省国有股权运营管理有限公司增持公司股份，并计划增持金额不低于5亿元，不超过10亿元。本次增持后云南白药集团将重回云南省国资控股状态。